# レミ・シュライネン
レミ・シュライネンは武装親衛隊のフラマン人義勇兵。兵科は対戦車砲兵。ベルギーのフランドル地方出身。

## 戦歴
詳しいことは不明な点が多いが1941年には武装親衛隊に所属しており東部戦線に従軍していた。1944年7月26日レミ・シュライネンSS上等兵の所属する部隊はソ連軍から猛攻に合っていた。部隊は孤児院の丘でソ連軍からの激しい砲撃を受け指揮壕に砲弾が直撃し多くの伝令兵や衛生兵が戦死し指揮官のレーマンSS大尉も負傷した。さらに第1対戦車砲はソ連軍からの攻撃で破壊された。レーマンSS大尉の負傷により21歳のドハーゼSS少佐が部隊の指揮をとった。これにより部隊名はレーマン戦闘団からドハーゼ戦闘団となった。翌日の7月27日前日からの攻撃はやむことなく続いておりエドゥアルト・レープSS軍曹が砲長を務める第2対戦車砲は修理のため後方に下げられた。これにより残る部隊はレミ・シュライネンSS上等兵のいた第3対戦車砲のみとなった。この日の終わり頃からソ連軍が大規模攻勢を開始した。7月28日ドハーゼ戦闘団のフラマン人義勇兵は陣地を守るためソ連兵と白兵戦を繰り広げるなど勇戦したものの結局擲弾兵の丘まで撤退した。レミ・シュライネンSS上等兵はドハーゼ戦闘団唯一の対戦車砲の第3対戦車砲の砲手だった。彼は4両の赤軍戦車を撃破された。その後ソ連軍から戦闘機や艦砲射撃など伴った激しい攻撃が続いた。しかしレミ・シュライネンSS上等兵の対戦車砲は無傷であり彼はさらに5両の赤軍戦車を撃破した。彼らの対戦車砲の周りは砲撃によってクレーターが多くできていた。レミ・シュライネンSS上等兵が肩を打たれ負傷。砲長のフロータースSS軍曹は後方へいき衛生兵を呼んできたが対戦車砲の目前で艦砲射撃で全員死亡した。その直後ドイツ軍からの爆撃が始まった。彼は1人になったが戦い続けた。今や砲長と砲手の役割を一人でこなさざるを得なくなったシュライネンは、（どういうわけか）対戦車砲を現在の陣地から500メートル離れた場所へ移動させた。シュライネンが対戦車砲の移動を完了した時、元の陣地はソビエト赤軍の艦砲射撃によって完全に破壊された。この時前方から30両のT‐34と4両のIS‐2が迫っていた。彼は1人で装填、照準、発射を行い即座にT‐34を1両炎上させた。赤軍戦車部隊はドイツ兵が生き延びていると思っていなかった。さらにT‐34を3両IS‐2を3両撃破した。
しかしこの時最後に撃破したIS‐2と相撃ちになってしまう。だがその後ソ連軍からは死亡したと思われ放置されたが意識不明になっていただけで生きておりその後ドイツ軍が擲弾兵の丘を奪還すると野戦病院に運ばれ一命をとりとめた。７５ミリ対戦車砲でIS‐2を撃破するのは非常に難しく、装甲が厚いので、砲塔基部か、前面の覗き窓の部分を狙うしかない。彼の不屈の闘志と素晴らしい射撃技術は類に見ないものであった。その後も終戦まで武装親衛隊員として戦い続けた。ナルヴァ西方での激戦の後、「ドハーゼ」戦闘団は前線から引き揚げられた。単独で多数の敵戦車を撃破したレミ・シュライネンSS上等兵には1944年8月3日付で一級鉄十字章と戦傷章金を授与された。その10日後の1944年8月13日、第IIISS装甲軍団司令官フェリックス・シュタイナーSS大将はシュライネンの名をドイツ陸軍名鑑に推薦した。この推薦は1944年8月28日に公式認定されたが、のちに騎士鉄十字章の受章推薦へ変更された。そして1944年9月21日、シュライネンは騎士鉄十字章を授与され、併せてSS軍曹に飛び級昇進した。終戦時にはアメリカ軍に降伏したものと思われる。

## 戦後
戦友と共にナチス協力者として非難され、汚名を晴らすべく活動するも報われず、ドイツへ移住。
同国でドイツ人女性と結婚し、2006年にこの世を去った。